# Ecrizotes
Ecrizotes is een geslacht van vliesvleugeligen uit de familie Pteromalidae. De wetenschappelijke naam van dit geslacht is voor het eerst geldig gepubliceerd in 1861 door Förster.

## Soorten
Het geslacht Ecrizotes omvat de volgende soorten:
- Ecrizotes caudata (Thomson, 1876)
- Ecrizotes filicornis (Thomson, 1876)
- Ecrizotes longicornis (Walker, 1848)
- Ecrizotes monticola Förster, 1861